# Zhang Ning
Zhang Ning (n. 19 mai 1975, Jinzhou⁠(d), Republica Populară Chineză) este o jucătoare de badminton chineză, medaliată olimpică. A participat la 2 ediții ale Jocurilor Olimpice (2004, 2008) în care a câștigat două medalii de aur.